# Portret Binda Aldovitiego
Portret Binda Aldovitiego (również: Bindo Altoviti) – obraz olejny Rafaela, znajdujący się w zbiorach National Gallery of Art w Waszyngtonie. Data powstania obrazu stanowi przedmiot sporów, w źródłach pojawiają się daty: 1512–1515, ok. 1514–1515 oraz 1515.
Obraz przedstawia florenckiego bankiera i fundatora Madonny dell’Impannata Binda Aldovitiego. Postawa Aldovitiego jest uwodzicielska i elegancka. Połowa twarzy mężczyzny jest spowita w mroku. Jego wzrok jest jednocześnie badawczy i zalotny. Wbrew zwyczajowi Rafael namalował modela w dynamicznym ujęciu z boku, odwracającego się w stronę widza.
Portret był prawdopodobnie prezentem ślubnym, który otrzymała narzeczona Aldovitiego Fiammetta Soderini. W 1806 roku obraz został sprzedany królowi Bawarii Ludwikowi I Wittelsbachowi. Obraz trafił później do Starej Pinakoteki w Monachium. W 1936 roku obraz został wywieziony z Niemiec, za sprawą kolekcjonera sztuki Samuela Henry’ego Kressa trafił on do Stanów Zjednoczonych.
Dawniej autorstwo Rafaela było podważane. Współcześni historycy sztuki nie podważają autorstwa Rafaela, jednak część z nich skłania się ku tezie, że w pracach mogli pomagać jego uczniowie: Giulio Romano lub Gianfrancesco Penni.
W XIX wieku szwedzki malarz Johan Gustaf Sandberg namalował obraz Pięciu sławnych malarzy, w których zostali uwiecznienie: Nicolas Poussin, Rafael, Peter Paul Rubens, Albrecht Dürer i Rembrandt. Rafael został na tym obrazie upozorowany na Binda Altovitiego.